# Orygmophora
Orygmophora là một chi bướm đêm thuộc họ Erebidae.